# Gouvernorat de Gabès
Le gouvernorat de Gabès (arabe : ولاية ڨابس), créé en 1956, est l'un des 24 gouvernorats de la Tunisie. Il est situé dans le sud-est du pays et couvre une superficie de 7 175 km2, soit 4,4 % de la superficie du pays. Il abrite en 2024 une population de 410 847 habitants. Son chef-lieu est Gabès.
Le code ISO 3166-2 de ce gouvernorat est TN-81.

## Géographie
Situé à 365 kilomètres de la capitale, le gouvernorat est délimité par le gouvernorat de Sfax, au nord, par le gouvernorat de Médenine, au sud, par la mer Méditerranée, à l'est, avec une côte qui s'étend sur 80 kilomètres, et par les gouvernorats de Kébili et Gafsa à l'ouest.
Le gouvernorat compte treize délégations, seize municipalités et 73 imadas,. On y distingue trois types de régions :
- la région montagneuse de Matmata ;
- la plaine comprise entre la montagne (à l'ouest) et la mer (à l'est) ;
- le littoral.

| Délégation                                    | Population en 2024 (habitants) |
| --------------------------------------------- | ------------------------------ |
| Gabès Médina                                  | 46 380                         |
| Gabès Ouest                                   | 37 420                         |
| Gabès Sud                                     | 83 013                         |
| Ghannouch                                     | 35 329                         |
| El Hamma                                      | 57 856                         |
| El Hamma Ouest                                | 21 352                         |
| Matmata                                       | 3 926                          |
| Mareth                                        | 57 358                         |
| Menzel El Habib                               | 10 200                         |
| Métouia                                       | 13 613                         |
| Nouvelle Matmata                              | 16 779                         |
| Oudhref                                       | 17 931                         |
| Toujane                                       | 9 690                          |
| Sources : Institut national de la statistique |                                |

## Politique

### Gouverneurs
Le gouvernorat de Gabès est dirigé par un gouverneur dont la liste depuis l'indépendance est la suivante :
- Habib Ben Mohamed Lahbib (1956-1958)
- Mohamed Bellamine (1958-1959)
- Youssef Jedaï (1959-1961)
- Ahmed Bellalouna (1961-1967)
- Zakaria Ben Mustapha (1967-1969)
- Hédi Baccouche (1969-1970)
- Rachid Badri (1970-1973)
- Abdelhamid Melki (1973)
- Ameur Ghedira (1973-1974)
- Abderrahim Zouari (1974-1978)
- Abderrazak Yazid (1978-1979)
- Mohamed Jegham (1979-1980)
- Ahmed Ben Jemiaâ (1980-1983)
- Mohamed Habib Gharbi (1983-1984)
- Abdelhak Lassoued (1984-1986)
- Mohamed Essid (1986-1988)
- Naceur El Gharbi (1988-1990)
- Moncef Louati (1990-1993)
- Slaheddine El Abed (1993-1996)
- Hassène Smaoui (1996-1998)
- Ali Trabelsi (1998-2000)
- Sadok Marzouk (2000-2002)
- Kamel Ben Ali (2002-2005)
- Brahim Briki (2005-juillet 2006)
- Abdelkrim Mosbah (2006-2009)
- Mokdad Missaoui (2009-2011)
- Chokri Necib (2011, empêché d'exercer)
- Moncef Khemiri (2011, a démissionné)
- Mondher Yedas (2011-2012)
- Omar Chahbani (2012)
- Houcine Jrad (2012[4]-2015)
- Nabil Zarrouk (2015[5])
- Ahmed Lamine Lansari (2015[6]-2016)
- Mongi Thameur (2016[7]-2021[8])
- Mosbah Kardamin (2022[9]-2023[10])
- Radhouane Nsibi (depuis 2024[11])

### Maires
Voici la liste des maires des onze municipalités du gouvernorat de Gabès dont les conseils municipaux ont été élus le 6 mai 2018 et présidés par les maires suivants :
- Chenini Nahal : Abdelwahed Kabaou[12]
- El Hamma : Nassef Najeh[13]
- Gabès : Habib Dhaouadi[14]
- Ghannouch : Boulbeba Aleïa
- Mareth : Hédi Chaïr[15]
- Menzel El Habib : Bornia Ajamni[16]
- Matmata : Aymen Chaabane[15]
- Métouia : Insaf Salem[17]
- Nouvelle Matmata : Youssef Kayel[18]
- Oudhref : Doukali Bezouia[19]
- Zarat : Abdeslam Dahmani[20]

## Économie

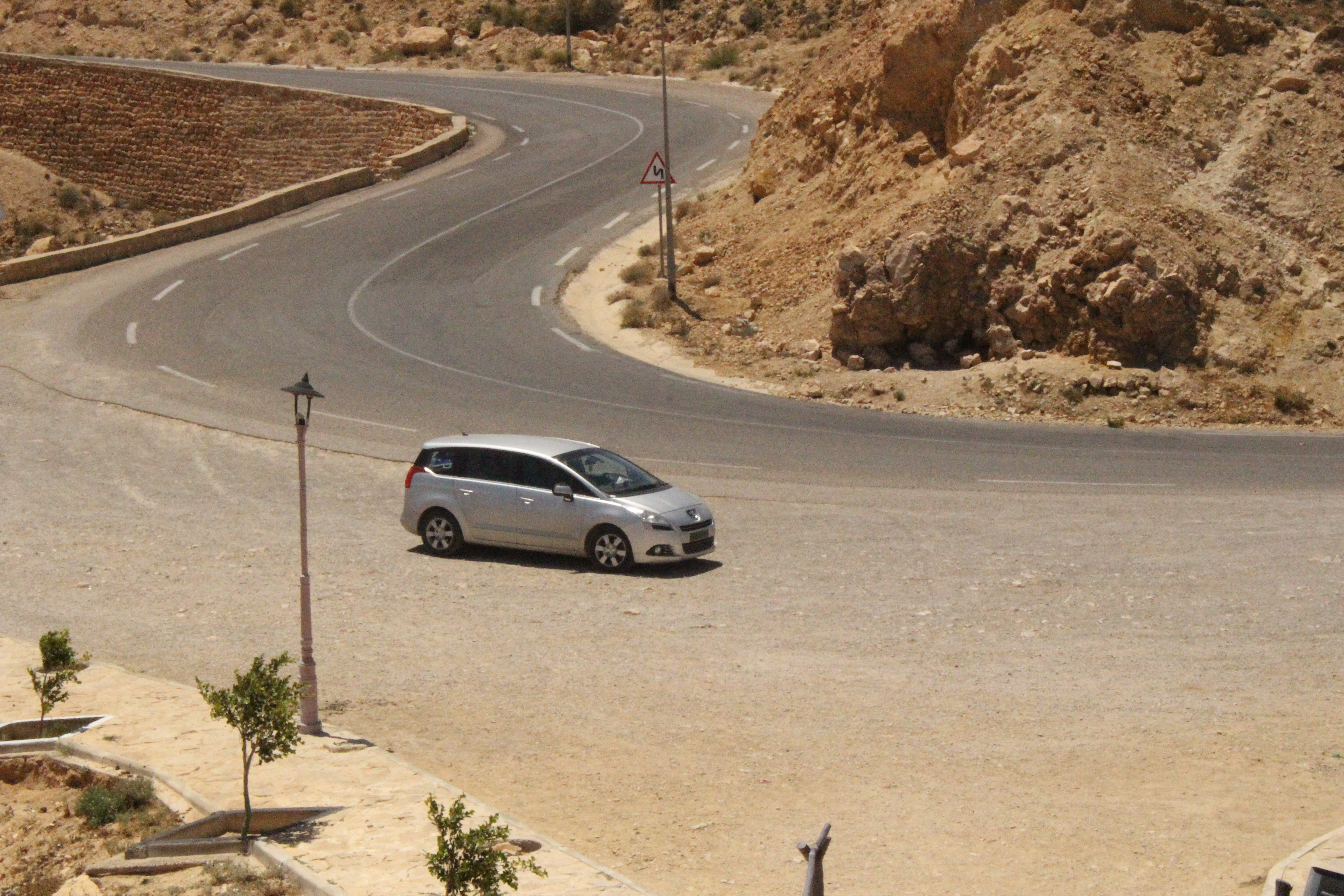
Route de Matmata.

L'économie du gouvernorat repose, comme tous les gouvernorats qui s'ouvrent sur la Méditerranée, sur l'agriculture et la pêche. Le gouvernorat est l'une des zones de pêche les plus riches de Tunisie.
Dans le domaine industriel, le gouvernorat abrite un pôle concentrant notamment des industries chimiques (transformation du phosphate avec la production d'acide phosphorique, de phosphate de diammonium et de phosphate dicalcique) et agroalimentaires. Ses échanges s'effectuent notamment grâce au port qui dispose de onze quais et de vingt postes d'accostage. En 2000, son trafic est évalué à 4 000 000 tonnes. Les industries manufacturières emploient 41,5 % de la population active, le secteur tertiaire 35,5 % et le secteur agricole 23 %. 
On y compte trois zones industrielles : Gabès, Métouia-El Aouinet et El Hamma.
La région souffre de la pollution provoquée par les usines du Groupe chimique tunisien. Cette pollution qui touche l'air, la mer et le sol, est à l'origine de plusieurs maladies[réf. nécessaire].

## Sport
- Avenir sportif de Gabès
- Stade gabésien
- Wided sportif d'El Hamma

## Jumelage
Le gouvernorat est jumelé avec le département français des Côtes-d'Armor depuis 1985.